# 황병국
황병국은 대한민국의 영화 감독이자 영화배우이다.

## 이력
1996년 연극배우 첫 데뷔한 그는 2005년, 영화 《나의 결혼 원정기》로 감독 데뷔하였다.

## 학력
- 한영고등학교
- 일본영화학교 영화과 (1995~1998년)
- 동국대학교 영상대학원 영화영상학과 석사 (2007~2009년)
- 동국대학교 영상대학원 영화영상학과 박사과정 수료 (2009~2011년)

## 기타 경력
- 前 중앙대학교 영화학과 겸임교수

## 참여 작품

### 연출/연출부
- 1997년 《꽃을 든 남자》 (동시녹음)
- 1997년 《내가 일본에서 만난 어느 한국인》 (기획, 연출, 각본)
- 1998년 《태양은 없다》 (조감독)
- 2001년 《무사》 (연출부)
- 2005년 《나의 결혼 원정기》 (연출, 각본)
- 2006년 《9시 5분》 (연출, 각본)
- 2008년 《오프라인》 (연출, 각본)
- 2011년 《특수본》 (연출)

### 배우
영화
- 2000년 《행복한 장의사》 ... 성구파 역
- 2001년 《무사》  ... 몽고기병들 역
- 2008년 《125 전승철》 ... 공장장 역
- 2008년 《죽이고 싶은 남자》 ... (특별출연)
- 2009년 《타임리스》 ... 감독 역
- 2010년 《귀》 ... 학생주임 역(우정출연)
- 2010년 《해결사》 ... 동료 형사 역(우정출연)
- 2010년 《부당거래》 ... 국선변호인 역
- 2011년 《의뢰인》 ... 담당형사 역
- 2013년 《고령화가족》 ... 결혼식 사진사 역(우정출연)
- 2013년 《플랜맨》 ... 일본연구원 역(우정출연)
- 2014년 《신촌좀비만화》 ... 부장 역
- 2014년 《패션왕》 ... 기명반 담임 역(특별출연)
- 2015년 천만영화 《베테랑》 ... 관할 담당반장 역(특별출연)
- 2015년 《내부자들》 ... 영화제작자 역
- 2015년 《내부자들: 디 오리지널》 ... 영화제작자 역
- 2016년 《검사외전》 ... 국선 변호사 역
- 2016년 《해어화》 ... 참사관 역
- 2016년 《터널》 ... 주유소 사장 역
- 2016년 《아수라》 ... 국 형사 역
- 2017년 《군함도》 ... 통역관 역
- 2017년 《브이아이피》 ... 국과수 역(우정출연)
- 2019년 《돈》 ... 동명증권 감사팀 팀장 / 체크무늬셔츠 역
- 2020년 《히트맨》 ... 고아원 원장 역(특별출연)
- 2020년 《이웃사촌》 ... 보도국장 역
- 2023년 천만영화 《서울의 봄》 ... B2B 벙커 서 장군 역

드라마
- 2012년 채널A 《판다양과 고슴도치》 ... 이종갑 역
- 2015년 네이버 TV 《먹는 존재》 ... 김부장 역

## 수상
- 1997년 제23회 서울독립영화제 심사위원특별상 《내가 일본에서 만난 어느 한국인》
- 1997년 제23회 금관영화제 심사위원특별상 《내가 일본에서 만난 어느 한국인》